# Ị
Ị (kleingeschrieben ị) ist ein Buchstabe des lateinischen Schriftsystems, bestehend aus einem I mit einem Punkt darunter. Er ist im Afrika-Alphabet sowie im pannigerianischen Alphabet enthalten und wird für Igbo verwendet, wo er den ungerundeten zentralisierten fast geschlossenen Vorderzungenvokal (IPA: ɪ) darstellt. Der Buchstabe wird auch in der vietnamesischen Sprache verwendet, wo er den Buchstaben I im sechsten Ton (tief gebrochen) darstellt.

## Darstellung auf dem Computer
Unicode enthält das Ị an den Codepunkten U+1ECA (Großbuchstabe) und U+1ECB (Kleinbuchstabe).